# Tinzeda soror
Tinzeda soror är en insektsart som först beskrevs av Brunner von Wattenwyl 1878.  Tinzeda soror ingår i släktet Tinzeda och familjen vårtbitare. Inga underarter finns listade i Catalogue of Life.